# 452 (číslo)
Čtyři sta padesát dva je přirozené číslo. Následuje po číslu čtyři sta padesát jedna a předchází číslu čtyři sta padesát tři. Římskými číslicemi se zapisuje CDLII a řeckými číslicemi υνβ.

## Matematika
452 je:
- Deficientní číslo
- Složené číslo
- Nešťastné číslo

## Astronomie
- (452) Hamiltonia je planetka hlavního pásu, kterou objevil v roce 1899 James Edward Keeler

## Roky
- 452
- 452 př. n. l.